# Rapaces de Gap
Rapaces de Gap je hokejový klub z Gapu, který hraje Ligue Magnus. Klub byl založen roku 1937. Jejich domovským stadionem je Patinoire Brown-Ferrand s kapacitou 1800 diváků.

## Vítězství
- Francouzská liga ledního hokeje – 1977 a 1978
- Ligue Magnus – 2015 a 2017